# Antiquariat

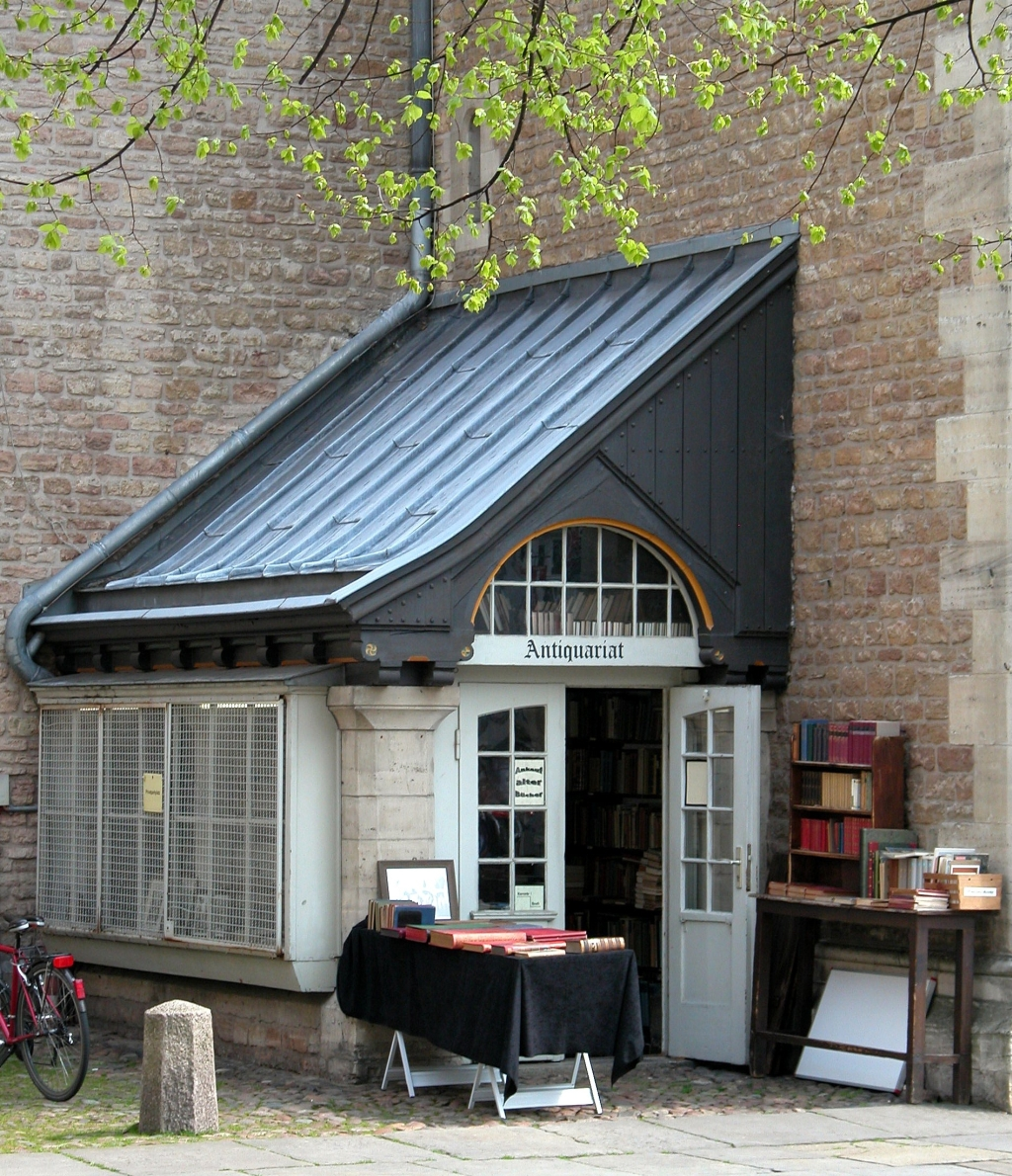
Das Antiquariat am Burgplatz in Braunschweig ist das kleinste Antiquariat Deutschlands. (2008)

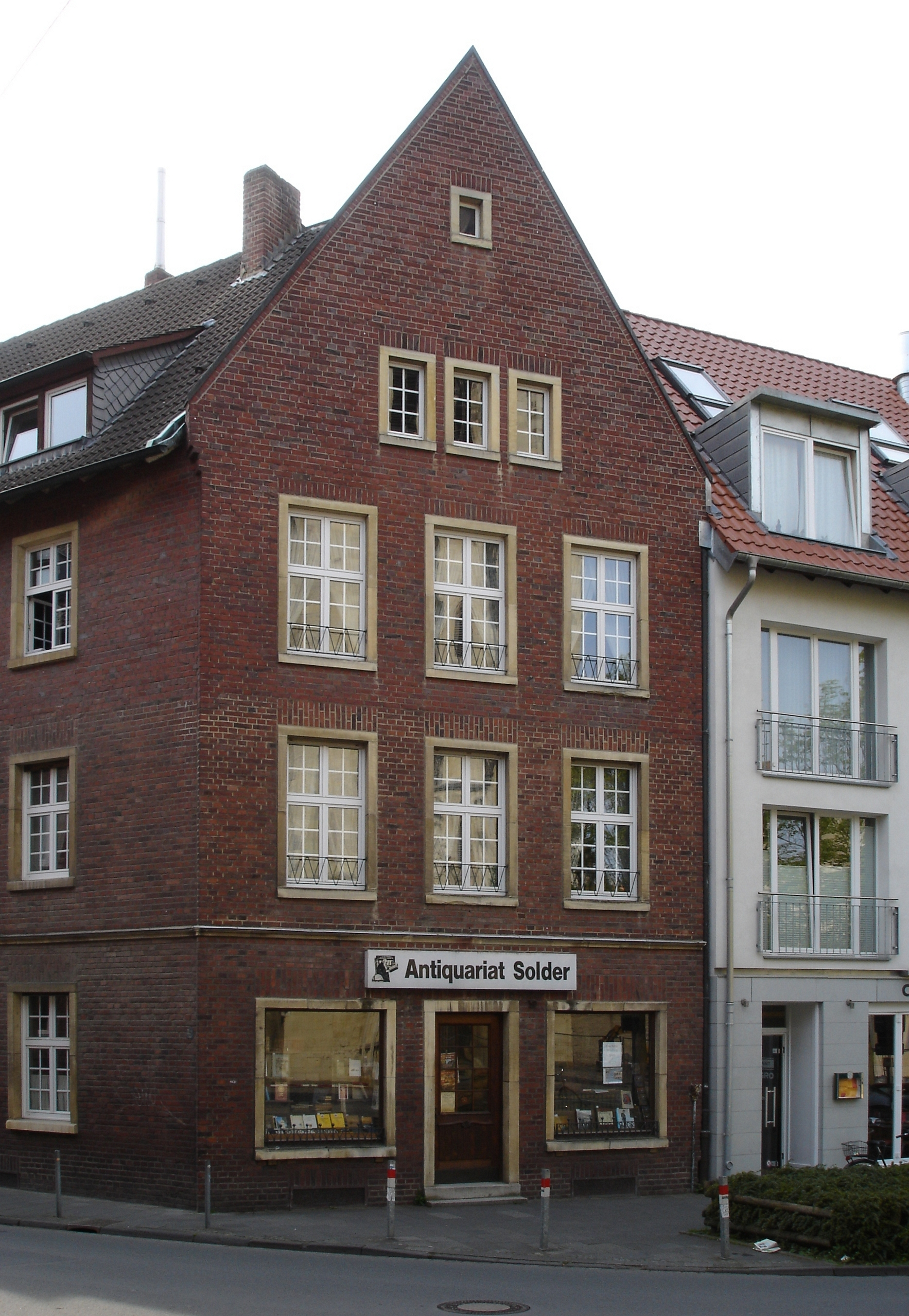
Das Antiquariat Solder in Münster, bekannt aus der Fernsehserie Wilsberg (2006)

Ein Antiquariat ist ein auf den Handel mit gebrauchten Büchern spezialisiertes Unternehmen, welches als Laden- oder Versandgeschäft betrieben wird. Der Inhaber und im Antiquariat angestellte Buchhändler werden Antiquare genannt.
Das Spektrum der Antiquariate ist groß: Es reicht vom Flohmarkthändler mit breitem Angebot an gebrauchten Büchern bis hin zum bibliophilen Antiquariat mit Spezialgebieten. Während der eine seine Bücher kistenweise zum Stöbern anbietet, selektioniert der andere bereits beim Einkauf und bearbeitet die Ware mit Hilfe bibliographischer Nachschlagewerke.
Zu den Marktführern der bibliophilen Antiquariate zählen die Mitglieder der großen nationalen Berufsverbände. In Deutschland sind sie im Verband Deutscher Antiquare e. V. organisiert. Die nationalen Verbände wiederum sind in der Internationalen Liga der Antiquare (International League of Antiquarian Booksellers, ILAB) zusammengeschlossen. Alle Mitglieder haben einen Mindestqualitätsanspruch und sind  ethischen Richtlinien verpflichtet.
Antiquariate handeln hauptsächlich mit Büchern, aber auch mit Handschriften, Autographen, Graphiken, Landkarten, Erstausgaben, Ansichtskarten, Zeitungen, Musikalien und anderem. Im 19. Jahrhundert gehörten Gemälde, Möbel oder sonstige Antiquitäten zum Angebot, aber der Handel dieser Objekte hat sich längst auf den Kunst- und Antiquitätenhandel verlagert.
Zu den großen Antiquariatsmessen in Deutschland zählt die Stuttgarter Antiquariatsmesse, die seit 1962 jährlich vom Verband Deutscher Antiquare e. V. organisiert wird. Die erste Antiquariatsmesse überhaupt fand 1958 in London statt, veranstaltet von der Antiquarian Booksellers’ Association. Seitdem sind andere Spezialmessen in Europa und Übersee dazu gekommen. Die mittlerweile größte Antiquariatsmesse ist die California International Antiquarian Book Fair, die 1967 gegründet wurde.
Unter dem Begriff Modernes Antiquariat wird der Verkauf verbilligter Bücher aus dem Handel oder aus Verlagsbeständen mit aufgehobenem Ladenpreis (Remittenden oder Mängelexemplare) sowie preisgünstiger Neuauflagen älterer Titel zusammengefasst: ein Marktsegment, das weniger von Antiquariaten als von spezialisierten modernen Antiquariaten, Versandhändlern oder vom normalen Buchhandel bearbeitet wird.
Das größte Antiquariat der Welt – mit dem Slogan 18 Miles of Books (rund 29 Kilometer Regalgesamtlänge) – soll The Strand Bookstore am New Yorker Broadway sein. Seit etwa zehn Jahren gibt es auch Bücherdörfer in Deutschland – Orte mit besonders vielen Antiquariaten. Beim größten Buch-Antiquariat Deutschlands soll es sich um das Antiquariat Hennwack in Berlin handeln, das sich heute in den ehemaligen Räumen des Hentrich & Hentrich Verlags befindet. Mit zu den großen Antiquariaten zählt auch die Bücherstadt in Wünsdorf im Süden Berlins.

## Geschichtliche Entwicklung
Mit dem Fortschritt der Reproduktionstechnik wurde es ab Mitte des 20. Jahrhunderts möglich, Faksimile von seltenen Büchern herzustellen. Dies führte vorübergehend zu einem Preisanstieg bei antiquarischen Büchern, da als Vorlage für den Nachdruck hochwertige Originalausgaben gesucht wurden. In der Folgezeit sanken jedoch die Preise, weil viele Kunden die preiswerten und teilweise hochwertig eingebundenen Faksimile-Ausgaben kauften und das Interesse an den ursprünglich seltenen Büchern geringer wurde.
Seit Mitte der 1990er Jahre gingen Antiquariate zunehmend dazu über, ihre Bücher über Internetmarktplätze zu verkaufen. Kunden besuchen die Ladengeschäfte immer weniger, insbesondere auch deshalb, weil es im Internet die Möglichkeit zum Preisvergleich gibt und man dort meist auch bei seltenen Werken (Rara), bei Büchern mit kleinsten Auflagen oder bei der Suche nach einzelnen Bänden mehrbändiger Werke schneller fündig wird. Verkaufsplattformen wie AbeBooks, das Zentrale Verzeichnis Antiquarischer Bücher (ZVAB), antiquariat.de oder Booklooker präsentieren das Angebot von vielen Antiquaren gegen eine Fix- und/oder Verkaufs-Provision, die bis ca. 15 % vom angezeigten Preis betragen kann. Die Online-Bestellung geht aus einem der vernetzten Verzeichnisse weltweit direkt an den oft kleinen Antiquar, wo das gefundene Stück verpackt und verschickt wird. Das ist bedeutsam, weil auch immer mehr Bücher mit großen Auflagen rasch vergriffen sind bzw. von den Verlagen bereits nach kürzerer Zeit aus dem Sortiment genommen werden. 

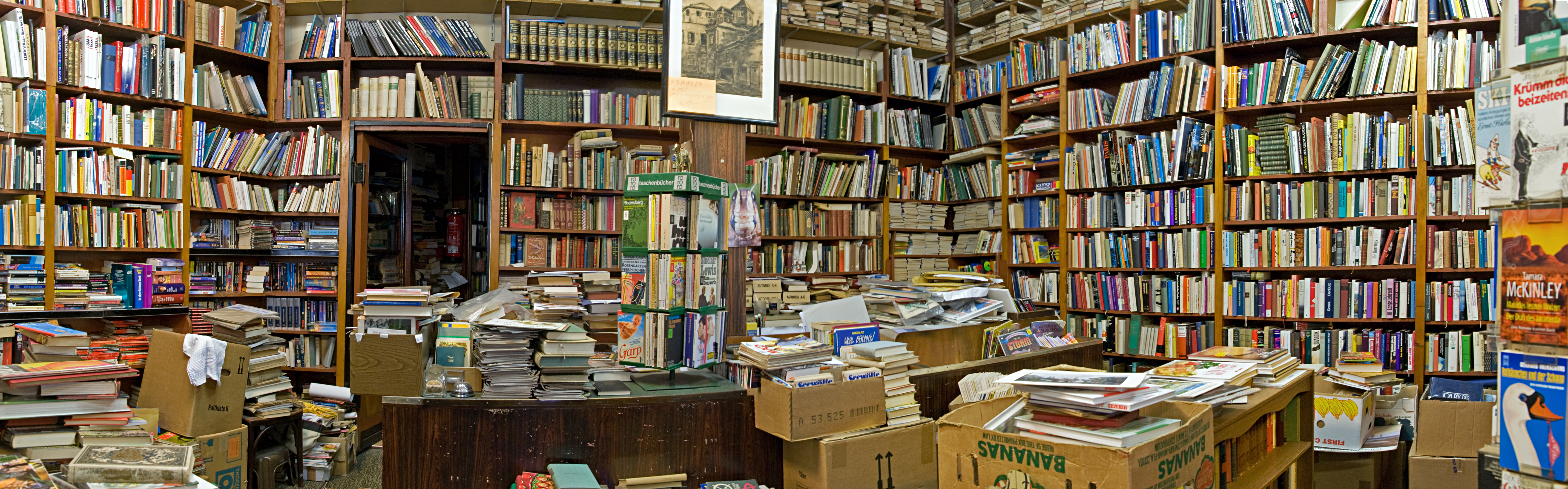
Ein (mittlerweile geschlossenes) Antiquariat in Frankfurt am Main (2008)

In Deutschland gab es im Jahre 2006 rund 1200 Antiquariate, von denen wohl 80 Prozent gegen Gebühr bei den verschiedenen Online-Plattformen anbieten. antiquariat.de hat Standards festgelegt, auf die die teilnehmenden Händler verpflichtet werden. Dazu gehören insbesondere mehrjährige Erfahrung, detaillierte bibliographische Erfassung der angebotenen Titel mit Nennung aller eventuellen Mängel, schnelle Lieferung, faire Rückgabemöglichkeit für die Kunden sowie sachgerechte Verpackung. Das ZVAB setzte bis zur Übernahme durch AbeBooks, einer zu Amazon gehörenden Plattform, im Herbst 2015 einen Gewerbeschein als Teilnahmebedingung voraus; dagegen lassen die Online-Handelsriesen eBay und Amazon oder Plattformen wie Booklooker auch Privatpersonen zu, was den Wettbewerb nach Einschätzung einiger Marktteilnehmer stark verzerrt (statistische Belege hierfür fehlen allerdings).
Meta-Suchmaschinen ermöglichen die vergleichende Suche im Angebot vieler dieser Plattformen, so dass der Kunde das günstigste Angebot auswählen kann und nicht mehr darauf angewiesen ist, das im örtlichen Antiquariat vorhandene Exemplar zum dort verlangten Preis zu erwerben. Dadurch ist der Konkurrenzdruck am Markt sehr groß, so dass viele Antiquariate ihre Bücher mittlerweile auch ohne Ladengeschäft anbieten um die Kosten für ein solches (Miete, Beheizung, Verkaufspersonal) einzusparen. Auch gedruckte Kataloge, die früher von vielen Antiquariaten erstellt wurden, sind heute nur noch bei Spezialantiquariaten und beim Verkauf von besonders wertvollen Stücken üblich. 
Ein weiterer Preisverfall zeichnet sich infolge der über das Internet verfügbaren digitalen Kopien von Beständen großer Bibliotheken, z. B. der Library of Congress ab. Da Bibliotheken vor diesem Hintergrund der Digitalisierung oft darauf verzichten, gezielt ältere Literatur zur Ergänzung ihrer Bestände nachzukaufen, andererseits aber auch Bibliotheken verkleinert oder ganz aufgelöst werden (z. B. von wegen Nachwuchsmangels geschlossenen Klöstern) und somit (Teil-)Bestände in den Handel gelangen, sind die Preise in den letzten Jahren zusätzlich gefallen. Hinzu kommen veränderte Lebensgewohnheiten, die durch Platzmangel oder häufigere Umzüge den Aufbau einer großen Privatbibliothek oft nicht mehr zulassen.
Besonders seltene Bücher wie etwa Inkunabeln oder Alte Drucke sind von diesem Preisverfall nicht betroffen. Dabei handelt es sich um begehrte Sammelobjekte, die weltweit von Bibliotheken, Institutionen und bibliophilen Sammlern gesucht werden. Diese Raritäten werden von ausgesuchten Antiquariaten gehandelt und kommen auch über renommierte Auktionshäuser sowie spezielle Buchauktionshäuser auf den Markt.

## Fachbegriffe
In den Antiquariatskatalogen findet zahlreiche Fachbegriffe: So bezeichnet man etwa Allgemeine Literatur als
Belletristik oder Trivia. Seltene Bücher als Zimelien und Rara. Im Antiquariatshandel werden nach der Herkunft der Objekte (insbesondere auch bei Graphik) das Lateinische Suffix ia angehängt also etwa (Singular) Hamburgenia, Badenia oder Dresdenia oder bei Mehrzahl: Hamburgensia, Badensia, Dresdensia
Weitere Fachbegriffe (Auswahl) sind:
- Varia
- Genealogie
- Provenienz
- Autographen
- Emblembücher
- Pressendrucke
- Urkundenbuch
- Einbände
- Manuskript
- Rückenschild
- Stockflecken
- Pergament
- Frontispiz
- Quart

Die Fachbegriffe werden in den Auktionskatalogen zumeist abgekürzt.

## Statistik

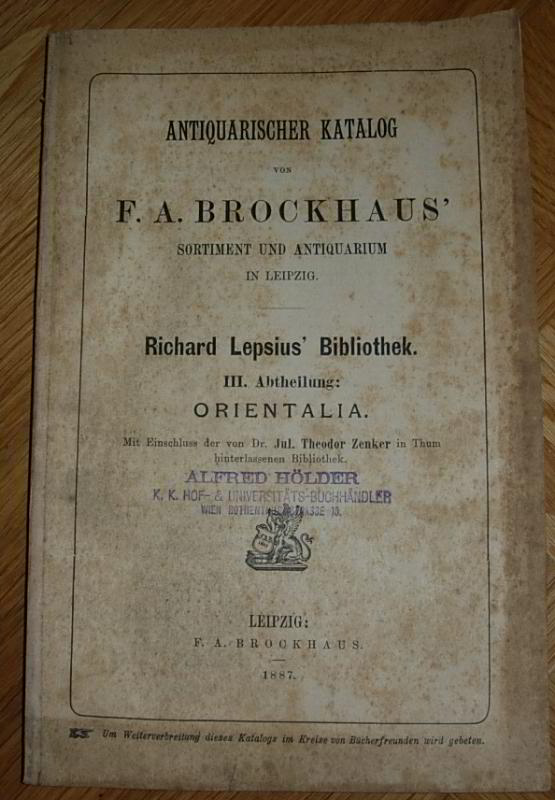
Antiquariatskatalog von 1887 zum Verkauf der Bibliothek von Richard Lepsius nach dessen Tod.

Belastbare Wirtschaftsdaten über die Branche sind rar. Eine Umsatzerhebung der Arbeitsgemeinschaft Antiquariat im Börsenverein des Deutschen Buchhandels verzeichnete für die Branche 2005 ein Umsatzminus von elf Prozent.
Nach einer 2007 veröffentlichten Studie des ZVAB hatten klassische Antiquariate durchschnittlich 55 % des Umsatzes online erzielt. Der Online-Anteil war damit innerhalb eines Jahres deutlich angestiegen (Vorjahr 37 %). 19 % wurden über klassischen Versandhandel umgesetzt, 18 % im Ladengeschäft und 9 % über Messen und Märkte. Bereits 2004 waren 20 % der Antiquariate ausschließlich im Internet tätig.

## Antiquaria-Preis
Die Stadt Ludwigsburg und der Verein Buchkultur e. V. verleihen jährlich den Antiquaria-Preis für besondere Leistungen zur Förderung und Pflege der Buchkultur. Er wird während der Antiquariatsmesse Ludwigsburg vergeben und ist mit 6.000 Euro dotiert.

## Fachzeitschrift
Im deutschsprachigen Raum führendes Fachorgan ist die in Frankfurt am Main erscheinende Zeitschrift Aus dem Antiquariat (besteht seit 1948; seit Anfang 2016 mit 4 Heften im Jahr), die an die Mitglieder im Börsenvereins des Deutschen Buchhandels und auch an die Mitglieder der Maximilian-Gesellschaft verteilt wird.

## Bekannte Antiquariate
- Augsburg: Butsch,
- Berlin: Calvary und Comp., Albert Cohn, Friedländer und Sohn, Leo Liepmannssohn, Mayer und Müller, R. L. Prager, J. A. Stargardt,
- Frankfurt am Main: J. Baer & Co., St. Goar, K. Th. Völcker,
- Leipzig: F. A. Brockhaus, Otto Harrassowitz, Kirchhoff & Wigand, Köhlers Antiquarium, List & Francke, Simmel & Co., T. O. Weigel,
- München: Rosenthal, gegründet durch Ludwig Rosenthal
- Amsterdam: Fred. Muller,
- London: Bernard Quaritch, Henry Sotheran,
- Paris: Dorbon, Fontaine, Maisonneuve & Cie., Porquet, Techener, H. Troß,
- Rom und Turin: H. Loescher,
- Buchhandlung Antiquariat J. J. Heckenhauer in Tübingen, gegründet 1823
- Verona, Venedig und Florenz: Leo. S. Olschki,
- Wien: Gilhofer & Ranschburg, Franz Deuticke, Kuppitsch.
- New York: Hans Peter Kraus